# Don Bosco (Bolzano)
Don Bosco (invariato in tedesco, ma è d'uso anche Neugries) è una delle cinque circoscrizioni cittadine di Bolzano; deve il suo nome alla sua piazza principale, intitolata a San Giovanni Bosco. Con poco più di 27.000 abitanti è la seconda più popolosa (dopo Gries-San Quirino, che supera i 30.000) e con più di 6.000 abitanti per km² è anche la seconda più densamente popolata (dopo Europa-Novacella, che conta più di 19.000 ab./km²). La popolazione straniera nella circoscrizione, seppure in netta crescita, incide meno rispetto alle altre circoscrizioni della città: al 31.12.2009 gli stranieri residenti erano 2.364, corrispondente al 9,3% della popolazione totale. La maggior parte di questi (35,0% sul totale degli stranieri) proviene dall'Europa extracomunitaria: Albania, Macedonia del Nord e Serbia, seguiti dai cittadini di paesi africani (27,1%), in particolare dai paesi del Maghreb. Chi proviene da un altro paese dell'Unione europea (12,8%) è per la maggior parte dalla Polonia e gli asiatici (16,0%).

## Posizione e territorio
Il territorio si trova tra i 2 e 5 km dal centro storico ed è totalmente in pianura (tra i 240 ed i 250 metri s.l.m.), escluso il dirupo sul quale si trova Castel Firmiano/Schloss Sigmundskron, che è posto a 339 metri e si trova al di là del fiume Adige, il quale attraversa quindi il territorio circoscrizionale e lambisce il nuovo quartiere della Kaiserau. Tutto il territorio non edificato a ovest e sud-ovest è costituito da campagna con meleti. Nei vari quartieri vi sono numerosi parchi e lungo l'Isarco vi è una piacevole passeggiata con pista ciclabile, molto frequentata dagli abitanti dei quartieri vicini, ma anche da tutti coloro che si recano verso Appiano o le altre destinazioni collegate con la rete regionale delle ciclabili come, per esempio, Trento e Merano.
Circoscrizioni e comuni limitrofi:
- Gries-San Quirino
- Europa-Novacella
- Oltrisarco-Aslago
- Comune di Appiano

## Storia
I quartieri costituenti la circoscrizione sono tutti recenti. La zona nacque nell'epoca (nome di fondazione "Rione Dux") dell'espansione edilizia della città di Bolzano nella seconda metà degli anni trenta voluta ed attuata dal governo fascista, che aveva l'intenzione di italianizzare l'Alto Adige, per ospitare le famiglie operaie della zona industriale (oltre il fiume Isarco) provenienti da altre province d'Italia.

### Prima dell'espansione urbanistica
Prima del 1938 tutto l'attuale territorio circoscrizionale era composto da campagna e masi (abitazioni rustiche con proprietà) e la popolazione residente era composta totalmente da contadini di lingua tedesca. Tutto il territorio faceva parte del Comune di Gries, conglomerato nel Comune di Bolzano alla fine del 1925.
Nelle mappe catastali del Comune di Gries il territorio era identificato come St. Quirein (San Quirino), che ora è comunque un quartiere, situato a sud di Gries. Per i locali, però, il territorio di campagna verso Castel Firmiano era chiamato Kaiserau (in italiano chiamato al giorno d'oggi "Bivio"), anticamente la campagna di proprietà imperiale ("Kaiser" significa infatti Imperatore ed è riferito a Ferdinando I d'Asburgo, mentre "Au" significa area soggetta ad esondazioni fluviali). Un edificio ha fatto però la storia della zona intera: il Convento di Santa Maria in Au o Augia.

#### Santa Maria in Au o Augia
Santa Maria in Au o Augia (in latino medievale Sancta Maria de Augea; la forma deriva da quella originaria in tedesco (St. Maria) in (der) Au, attestata nel 1166 e nel 1170 quale «Howe» e «Owe», ovvero Au in Lingua alto-tedesca media) venne fondato nel 1165-66. Il primo riferimento storico risale infatti al 1166, quando l'imperatore Federico I Barbarossa, che si stava recando in Italia, ne attestò il riconoscimento ufficiale. Il monastero nacque su iniziativa della contessa Mathilde von Valley, consorte bavarese dell'ultimo conte di Bolzano, Arnoldo III di Morit-Greifenstein, ed era inserito nella riforma ecclesiastica nel XII secolo la quale irradiava dalla chiesa metropolitana di Salisburgo. I primi canonici agostiniani provenivano dall'Abbazia di Novacella (vicino a Bressanone) e Klosterneuburg, nelle vicinanze di Vienna. Il convento venne dedicato a Maria ed ai santi Giovanni Battista e Giovanni Evangelista. I diritti di avvocazia dal 1166 erano detenuti dai conti di Appiano. L'inizio del convento agostiniano sembrava promettente, infatti la gestione efficiente e grazie ai signori locali, gli agostiniani ebbero numerosi appezzamenti terrieri. La zona in cui venne costruito, però, non era ottimale, poiché all'epoca si trovava in uno di quei punti in cui Isarco e Talvera lasciavano le proprie acque in caso di alluvione.
Così avvenne: alla fine del XIII secolo una prima alluvione provocò gravi danni e le acque separarono il convento dal territorio circostante rendendolo una piccola isola (in un documento ci si riferisce al monastero in insula). Furono molti gli aiuti offerti ai canonici, anche se l'attività del monastero continuò ad essere svolta in Maria in Au(gia). Tra il 1329 e il 1341, come racconta la cosiddetta "Bozner Chronik" del XIV secolo, Bolzano fu colpita da molte calamità: allagamenti, terremoti, invasioni di cavallette, peste e guerra (nel 1341). Questo fece in modo che il convento dovesse essere completamente ristrutturato e nel 1343 si documenta la sua seconda inaugurazione. Isarco e Talvera però non si calmarono e la zona venne più volte allagata e i campi ricoperti di sabbia.
Fu così che il 22 febbraio 1406 l'arciduca Leopoldo IV d'Austria donò ai canonici agostiniani il castello principesco di Gries, che sei anni dopo divenne il loro nuovo convento abbandonando quello di Santa Maria in Au(gia). Questa antica istituzione religiosa sparì sotto la sabbia, tanto che si credeva fino a poco tempo fa che fosse scomparso definitivamente: nel 1986, però, durante degli scavi per porre un canale di servizio per le nuove abitazioni popolari sorte attorno si trovarono i resti di una costruzione in sassi. Gli esperti capirono subito che si trattava dell'antico monastero. L'amministrazione cittadina si è impegnata per creare uno spazio museale per far conoscere alla cittadinanza le tracce dell'antico passato.
Il primo luglio 2007 è stato inaugurato il nuovo Parco delle Semirurali.

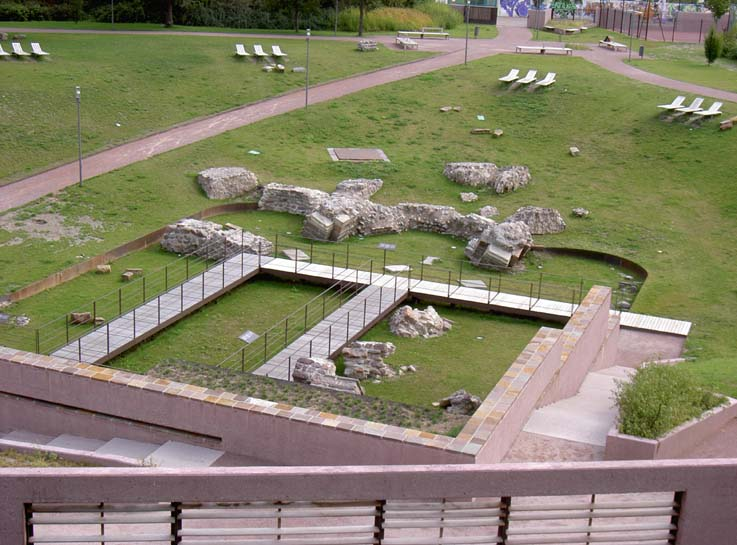
Le rovine riprese dall'alto
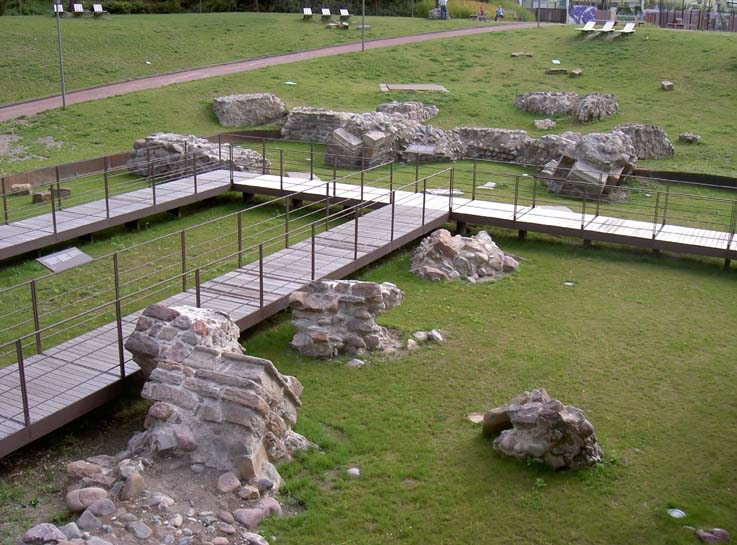
Le rovine riprese dal piano stradale
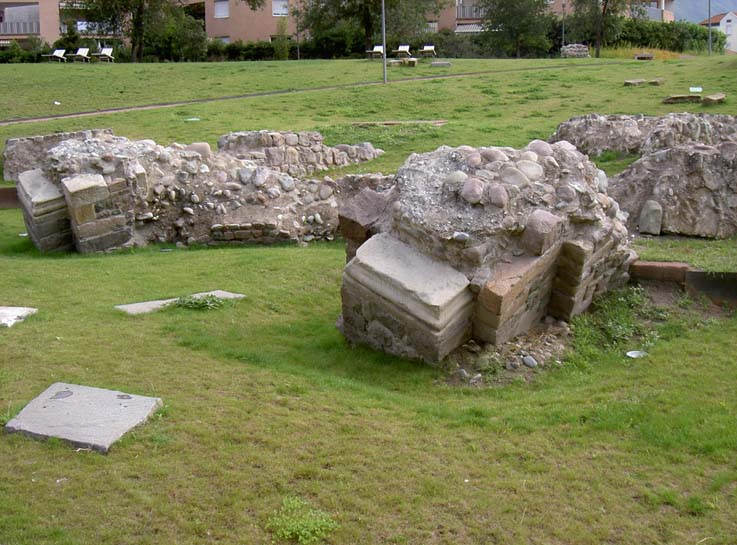
Le absidi
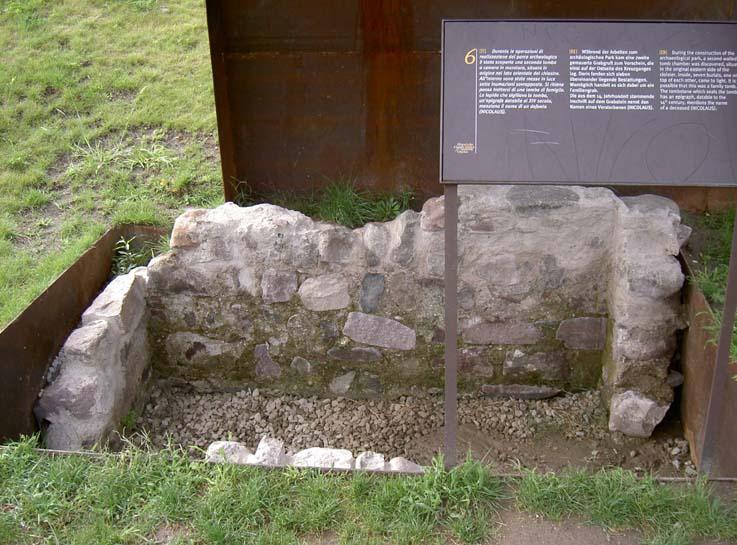
La tomba del monastero

Esso consta di alcuni ruderi dell'antica chiesa conventuale di S. Maria in Au. Si può apprezzare l'inclinazione delle absidi dovuta alla forza delle acque durante le inondazioni. Sono visibili anche due tombe, site all'interno della chiesa e nel luogo in cui sorgeva l'annesso convento, i cui resti furono coperti dalle periodiche inondazioni. Nell'area posta tra via Bari, via Alessandria, via Genova e via Vercelli ed estesa circa un ettaro, oltre alla zona archeologica, sono stati realizzati un anfiteatro con 300 posti a sedere, un'area giochi e divertimento e alcuni campi gioco polivalenti. Sono stati ricavati anche sentieri pedonali con panchine e collocate alcune suggestive sedie a sdraio e poi fontane, aiuole, alberature. Il parco è apprezzato e frequentato dalla multietnica comunità locale e da persone di tutte le età. Nell'anfiteatro si svolgono, durante la stagione estiva, spettacoli musicali e teatrali e proiezioni cinematografiche.

#### Castel Firmiano

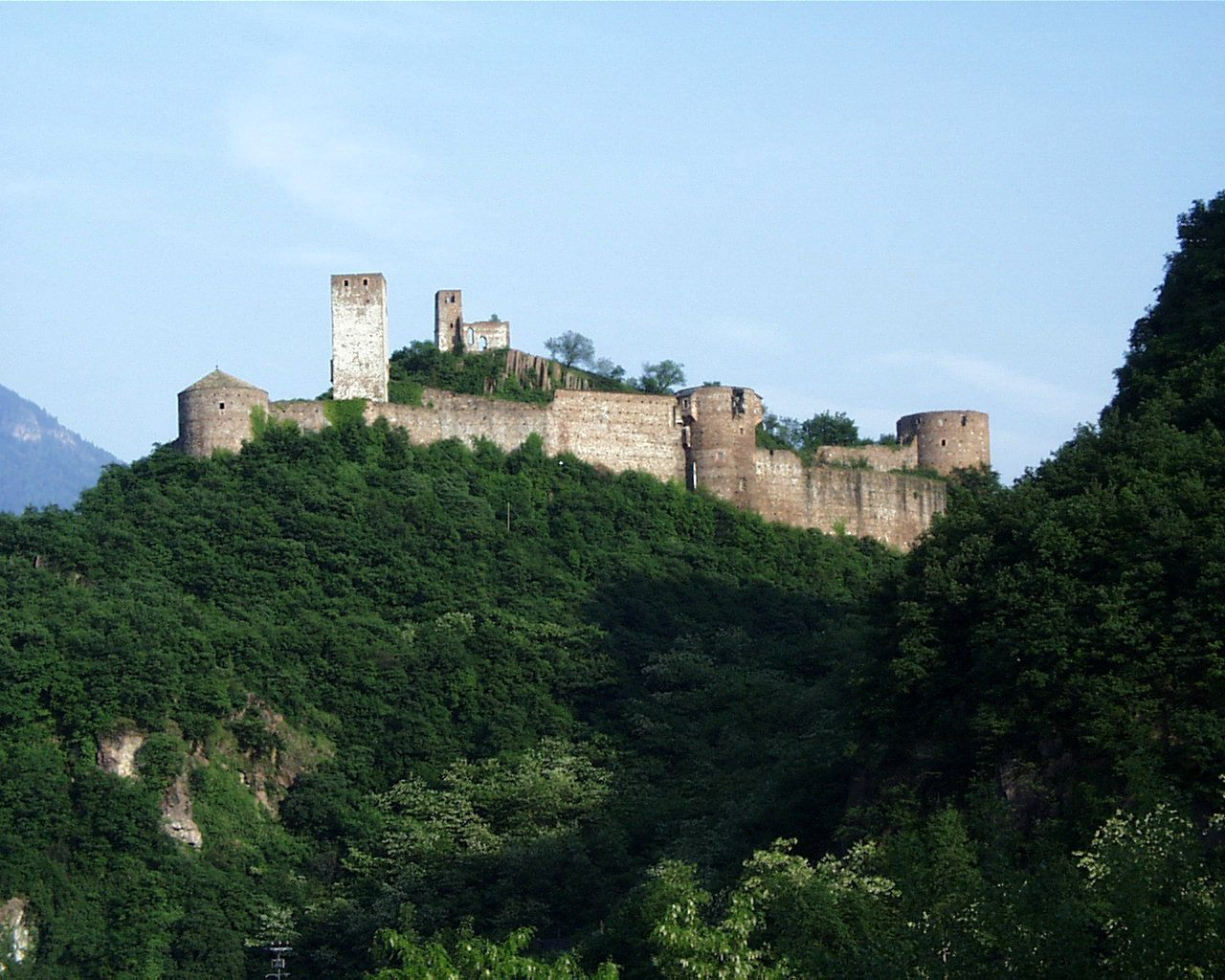
Castel Firmiano - Museo della Montagna

Questo castello, situato nella parte sud-occidentale della circoscrizione, su uno sperone porfirico oltre l'Adige, al confine con il territorio comunale di Appiano, sovrasta la conca di Bolzano ed è considerato come uno dei simboli dell'Alto Adige, poiché è proprio qui che si verificarono le proteste di massa per chiedere l'autonomia dell'Alto Adige dalla regione, definite con il nome di "Los von Trient" (via da Trento).
Il nome originario fu Formigar, derivante probabilmente dal latino formicaria. Inizialmente, nel IX secolo il castello era in possesso dei principi vescovi di Trento, ma nel 1473 fu acquistato dal Duca Sigismondo conte di Tirolo, a cui diede il proprio nome, ovvero Sigmundskron (corona di Sigismondo) e divenne il suo castello più grande e importante. La Provincia Autonoma di Bolzano ha acquistato il maniero che dopo la sua ristrutturazione e il suo ammodernamento, è divenuto la sede centrale del Museo della Montagna voluto da Reinhold Messner. Il Messner Mountain Museum Firmian è stato inaugurato il 9 giugno 2006. Il castello è visibile da varie parti del quartiere, anche se ha influenzato molto di più la storia della provincia di quanto non abbia fatto con la circoscrizione in cui si trova.

### Dopo l'avvento del fascismo
Il fascismo riteneva l'italianizzazione dell'Alto Adige una delle sue opere prioritarie, per questo fu proprio il capoluogo a risentire maggiormente dei cambiamenti che in poco più di vent'anni il territorio subì. La zona venne eletta per ospitare le famiglie operaie delle acciaierie e creare un rione operaio-rurale.

#### Il "Rione Dux"

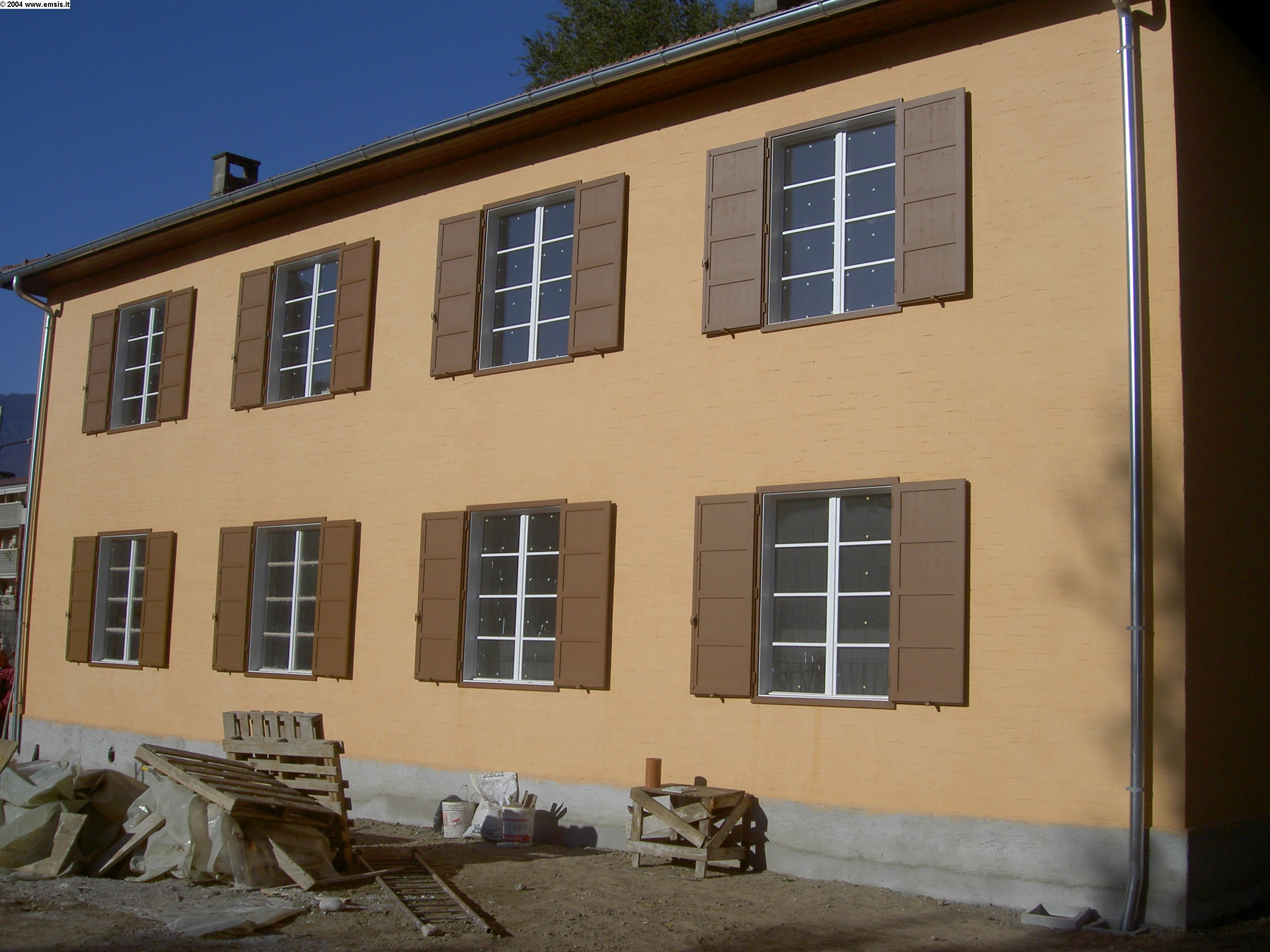
Casa semirurale, di tipo colonico

Erano sempre di più le famiglie contadine che dalle altre regioni dell'Italia settentrionale (soprattutto da Veneto, Trentino e Friuli-Venezia Giulia) emigravano verso l'Alto Adige con la prospettiva di un lavoro, spinte anche dalla "pubblicità" che il governo fascista faceva per incrementare il numero di italiani in questa terra. Dopo la costruzione del quartiere Littorio (ora Europa-Novacella), si pensò all'edificazione di un rione che potesse ospitare gli operai con le loro famiglie, ma in costruzioni che ricordassero i territori e le campagne di provenienza. Si ideò così il rione delle "Semirurali" (chiamato all'epoca fascista "Dux"), costituito da casette multifamiliari di aspetto rurale a due piani, disegnata sul modello della casa natale di Mussolini a Predappio, con piccolo orto annesso da coltivare. La costruzione del rione iniziò nella primavera nel 1938 e terminò circa un anno dopo.
Questo rione era privo di qualsiasi servizio essenziale per la vita della comunità: negozi, farmacie, chiesa. Le case erano senza riscaldamento (quando in inverno i termometri scendono a -10 °C). Si pensò, però, alla costruzione di una piazza, che doveva fungere da luogo di aggregazione: questa piazza era chiamata "piazza Pontinia", quella che attualmente è "piazza San Giovanni Bosco", il centro della circoscrizione attuale. Il nome delle vie nei rioni popolari ed operai dovevano richiamare il nome di altre città italiane: mentre nel rione "Littorio" la piazza principale venne chiamata "piazza Littoria" (l'attuale Latina nel Lazio, mentre la piazza oggi si chiama "piazza Matteotti" ovvero è dedicata a uno dei più importanti antifascisti di sempre), quella del rione operaio venne intitolata al borgo di "Pontinia" (anch'essa nell'Agro Pontino), per configurare il primo rione prevaricante sul secondo.
Entro la fine del 1939 la costruzione del rione venne portata a termine. Nei primi mesi del 1940 vi erano 228 case, 808 appartamenti e 3.600 abitanti. Nell'estate del 1940 vengono aperti i nuovi negozi e all'incrocio fra via Palermo e via Milano, all'interno di una casa semirurale, venne benedetta una piccola cappella, dedicata a San Giovanni Bosco.

#### La Chiesa di San Giovanni Bosco
Il rione era ancora isolato e separato da una porzione di campagna rispetto al resto della città. Le chiese principali si trovavano in centro e Gries. Fu per questo che la comunità delle semirurali provvide ad adibire nel 1940 una piccola cappella dove celebrare i riti religiosi.
Questa cappella venne dedicata a San Giovanni Bosco, poiché il podestà ed il prefetto aspiravano nel voler rendere il luogo una proprietà dei padri salesiani di Don Bosco, che si trovavano già in città presso la scuola "Rainerum", ma la curia non accettò mai la proposta. Il Comune s'impegnò affinché venne costruito un vero luogo di culto per le popolazioni del rione: Domenica 27 luglio 1941 venne posata nella campagna di piazza Pontinia la prima pietra per la realizzazione della chiesa di San Giovanni Bosco. Il Comune non poteva assumere le spese per la costruzione della chiesa, fu così che vennero chiamate in causa le fabbriche della zona industriale, che presero l'incarico del finanziamento.
Nel 1943 il cantiere venne abbandonato a causa dell'occupazione nazista e si pensò fosse prima utilizzato come deposito militare poi come deposito di scarpe. Nel 1947, terminata la guerra, la popolazione rionale si trovò a collaborare per terminare la costruzione della propria chiesa. Ora la chiesa di San Giovanni Bosco è la più "antica" della circoscrizione. Attualmente vi sono infatti altre tre chiese: San Pio X in via Resia (1969), che costituisce ora una parrocchia autonoma, il centro pastorale Corpus Domini in via Gutenberg, facente capo alla parrocchia di Don Bosco, e la nuova "Sankta Maria in der Au" dedicata al culto in lingua tedesca. Ora nel quartiere si sono aggiunti anche altri luoghi religiosi, non cattolici, come quello dei Testimoni di Geova, della Chiesa Neo Apostolica e della Chiesa di Gesù Cristo dei Santi degli Ultimi Giorni. Legate alla storia della chiesa sono le scuole elementari "Don Bosco" degli anni cinquanta. Mensilmente viene svolta una messa in polacco per la comunità polacca.

#### Il Lager di Bolzano
Oggi non rimane molto del campo di transito di Bolzano (Polizeiliches Durchgangslager Bozen), che era situato in via Resia: oggi rimane il muro, entrato a far parte di un percorso della memoria. I fabbricati che vennero adibiti a campi di concentramento esistevano già prima del 1940, eretti nel Ventennio. Sarebbe servito come deposito per il 7º battaglieri. I nazisti occupanti, vedendo la posizione favorevole di Bolzano, tra nord e sud, decisero di trasformare i magazzini in Durchgangslager nell'estate del 1944.
All'interno del campo non risulta vi siano stati stermini di massa, ma è documentato che uccisioni vennero perpetrate. Venivano a Bolzano tutti coloro che sarebbero stati successivamente deportati nei più grandi Lager del Reich per trovare, nella maggior parte dei casi, la morte. Secondo alcuni documenti le persone transitate per Bolzano sarebbero state 11.116, anche se il numero si presume sia stato maggiore, poiché gli ebrei e gli zingari non venivano censiti. Dopo la guerra il campo servì da accampamento di fortuna, e venne demolito negli anni Sessanta per costruirvici abitazioni.
Nell'aprile 2004 è stato inaugurato un percorso della memoria, con la presenza anche del presentatore televisivo Mike Bongiorno, che ritiene di essere passato per Bolzano durante la sua prigionia.

### I nuovi quartieri e la fine delle "semirurali"

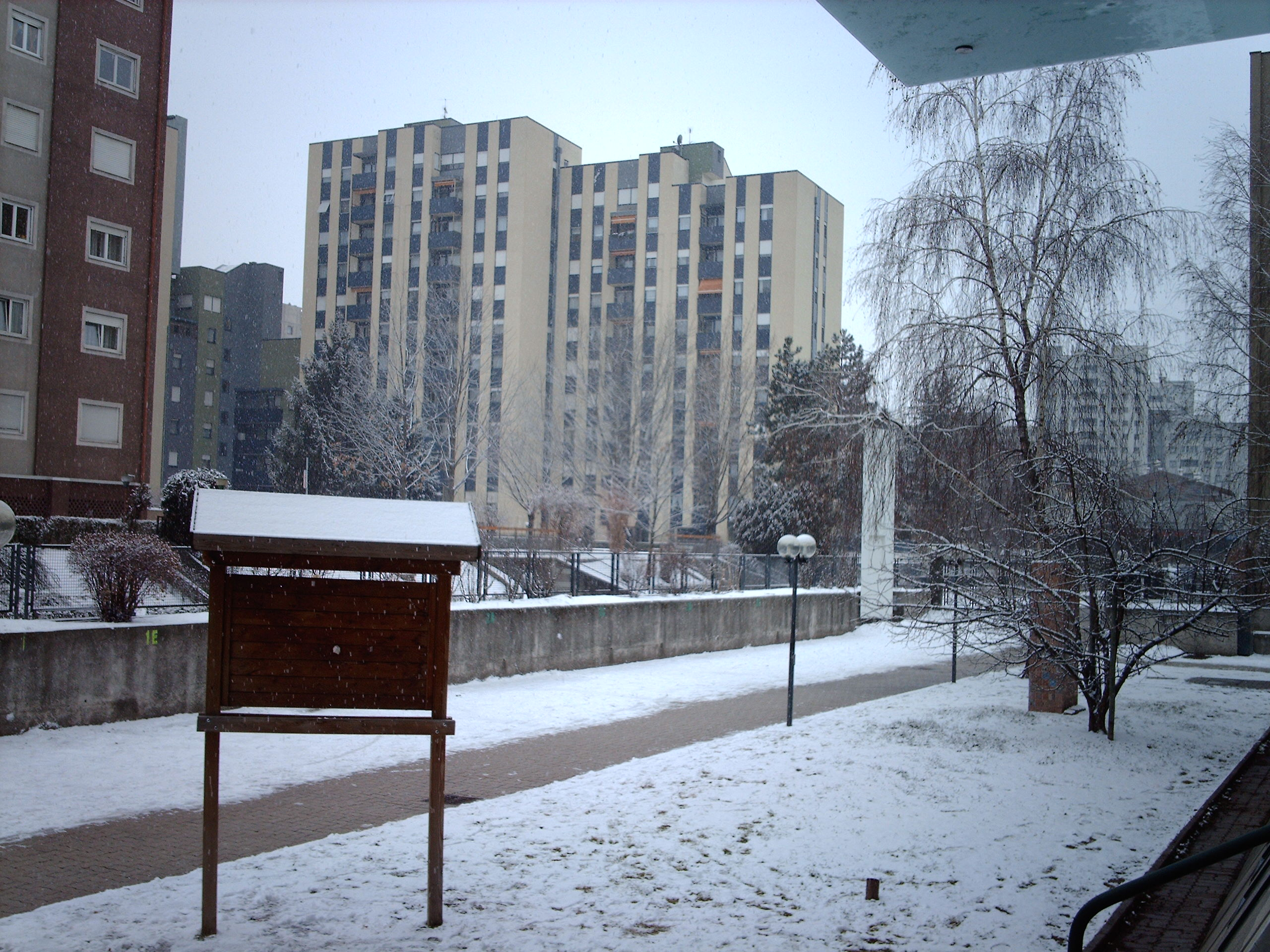
Quartiere Europa

Dopo la guerra la zona delle semirurali vide altri cambiamenti. Inizialmente venne portato a termine il lavoro edilizio in via Resia e dintorni, con i condomini in via Piacenza e via Bari. Poi si vide negli anni settanta la costruzione della parte nord di via Resia con via Glorenza e via Milano e del nuovo quartiere Europa (Europaviertel) con grandi costruzioni di almeno dieci piani nello stile che tutti i quartieri periferici di città grandi e medie conoscono. Per il momento (2009), i due grattacieli più alti della città (e della regione), con i loro 49,5 metri e 15 piani ciascuno, si trovano infatti proprio a Don Bosco nel quartiere Europa.
Durante gli anni ottanta venne portata a termine la costruzione del Palazzo dello Sport (Sporthalle) di via Resia (per questo è anche chiamato "Palaresia"). Agli inizi degli anni novanta si doveva per forza fare spazio per la crescita non tanto demografica ma della richiesta di alloggi.
Fu così che in varie fasi le case semirurali vennero distrutte per potervi costruire nuove e moderne case di edilizia popolare (IPES-WOBI). Oggi resistono due esempi di semirurale: una è adibita ad abitazione e si trova in via Piacenza, l'altra, in corso di ristrutturazione si trova all'incrocio fra via Bari e via Alessandria, proprio dietro ai resti archeologici di Santa Maria in Augia. Per questo si pensa alla realizzazione di un complesso museale che ricopra la storia del/dei quartiere/i.
A partire dagli anni 2000 l'espansione urbanistica è proseguita inizialmente verso la campagna ad ovest con la costruzione del quartiere Firmian, su di un'area di 0,17 km² e una popolazione prevista di 4.000 abitanti, successivamente è iniziata a sud-ovest, in prossimità dell'Adige, la costruzione del quartiere Bivio-Kaiserau, su un territorio di 0,10 km² nell'omonima campagna, mentre la popolazione prevista è di 3.000 abitanti.
Oggi il quartiere Don Bosco ha subito profondi cambiamenti. Per la sua storia i quartieri della circoscrizione di Don Bosco sono popolati maggiormente da persone di madrelingua italiana (circa 82%): i tedeschi sono soprattutto coloro che abitano ancora nei masi della campagna (Bozner Au) o nei quartieri di viale Europa o della zona nord di via Resia. Il loro numero si aggirerebbe attorno al 13% del totale. Gli stranieri (5%) parlano come seconda lingua quasi esclusivamente italiano.

## Quartieri circoscrizionali
- Don Bosco-Maria in Augia/Don Bosco-Maria in der Au (Bozner Au). Il quartiere sviluppato attorno alla chiesa di San Giovanni Bosco delimitato grossomodo da via Parma-via Milano-via Cagliari-Isarco-via Alessandria.
- Europa/Neugries. Conosciuto con il nome "Don Bosco-Europa" è il quartiere sviluppato sul viale Europa e strade limitrofe delimitato dal Parco Europa-viale Druso-via Sorrento-via Milano (fino incrocio con via del Ronco), per il gruppo di madrelingua tedesco si chiama Neugries (Nuova Gries).
- San Pio X/Hl. Pius X. Il quartiere sviluppato attorno alla chiesa di San Pio X e comprende le vie limitrofe a via Resia partendo verso ponte Resia da via Sassari e comprendendo via Bari.
- Ponte Adige/Sigmundskron. Piccolo nucleo abitato (cens. 2001: 78 abitanti) prevalentemente agricolo ai piedi di Castel Firmiano comprende la stazione ferroviaria omonima e l'unico hotel della zona. Nonostante le dimensioni l'abitato è suddiviso amministrativamente fra Don Bosco e Gries-San Quirino.
- Ortles-Similaun/Ortler-Similaun-Siedlung. Quartiere situato limite sud della circoscrizione, delimitato a sud dal fiume Isarco, ad est da via Resia ed a nord ed ovest da via Ortles.
- Il Bivio-Casanova/Kaiserau. Tutta la zona agricola dal bivio Merano-Appiano. Solitamente per "Bivio" s'intende la zona attorno al bivio citato e per Kaiserau/Casanova la zona meridionale, dove vi è una zona residenziale parallela.
- Via Resia nord/Reschenstraße Nord. Quartiere che comprende la parte settentrionale di via Resia da via Sassari verso viale Druso, su entrambi i lati fino all'incrocio con viale Mozart dove s'intende il lato destro (sempre verso nord). Questa zona ha una percentuale relativamente alta di persone di madrelingua tedesca.
- Firmian. Nuovo quartiere residenziale sul lato sinistro di via Resia verso viale Druso compreso tra via Mozart e il bivio Merano-Appiano, affacciandosi in questo modo sulla Strada del Vino/Weinstraße.

## La Circoscrizione oggi

### Amministrazione e decentramento
Le circoscrizioni come strumento di decentramento e di partecipazione democratica sono operative dal punto di vista amministrativo da relativamente poco tempo, ossia dal 1995, quando si sono tenute le prime elezioni circoscrizionali. Fino a prima (a partire dal 1976) il decentramento consisteva nella dislocazione di alcuni servizi, perlopiù quelli anagrafici, nei quartieri periferici e Don Bosco insieme all'attuale circoscrizione Europa-Novacella costituivano la zona Don Bosco-Europa. Ora i servizi sono maggiori e sono erogati dai e nei centri civici circoscrizionali, istituiti però solo nel 1997. Il processo di decentralizzazione nella città di Bolzano non è ancora terminato e si prevede un sempre maggiore coinvolgimento di tutti i quartieri della città.
| Presidenti della Circoscrizione |                                         |
| 1995-1997                       | Tiziano Cabrele (AN)                    |
| 1997-1999                       | Maria Teresa Tomada (AN)                |
| 1999-2000                       | Donata Fabbri (FI)                      |
| 2000-2005                       | Ennio Marcelli (Noi per l'Alto Adige)   |
| 2005                            | Ennio Marcelli (La Margherita)          |
| 2005-2010                       | Enrico Lillo (FI)                       |
| 2010-2011                       | Luigi Baratta (PD)                      |
| 2011-2016                       | Pasquale Morabito (PD)                  |
| 2016- 2023                      | Alex Castellano (PD)                    |
| 2023- ?                         | Francesca Fiori (La Civica per Bolzano) |

Come tutte le circoscrizioni di Bolzano, Don Bosco ha 11 consiglieri circoscrizionali eletti direttamente dai cittadini residenti nella circoscrizione. Tra gli 11 consiglieri vengono scelti un presidente ed un vicepresidente, eletti dal consiglio stesso. Nel periodo 1995-2000 le circoscrizioni erano composte da 12 consiglieri.
Dopo le prime elezioni circoscrizionali del 1995 la circoscrizione venne guidata da una coalizione di centrodestra con 7 consiglieri su 12. Il primo presidente circoscrizionale di Don Bosco fu Tiziano Cabrele di Alleanza Nazionale, dopo le sue dimissioni nell'ottobre 1997 il consiglio elegge Maria Teresa Tomada, ma dopo le sue dimissioni viene successivamente eletta dal consiglio Donata Fabbri di Forza Italia. Nelle successive elezioni del 2000 invece fu il centrosinistra-SVP a conquistare la circoscrizione con 6 seggi su 11. Come presidente venne eletto Ennio Marcelli della lista "Noi per l'Alto Adige" (corrispondente a "La Margherita") e vicepresidente fu Georg Kranzer della Südtiroler Volkspartei (fino al 2002) e di seguito Gerda Gius dei Verdi. Alle elezioni circoscrizionali legate alle prime elezioni per il sindaco e il consiglio comunale del maggio 2005 è stata riconfermata la vittoria del centrosinistra sempre con 6 consiglieri su 11. Dopo queste elezioni il consiglio circoscrizionale ha rieletto il presidente uscente, Ennio Marcelli (Margherita), mentre il nuovo vicepresidente è Helmuth Mayr (SVP). Nelle elezioni successive di novembre la situazione si è ribaltata: se la città è andata al centrosinistra, la circoscrizione è passata dopo 10 anni nuovamente al centrodestra con 6 consiglieri su 11. L'elezione per il presidente non è avvenuta senza tensioni all'interno della maggioranza con un'iniziale spaccatura fra Alleanza Nazionale e le altre liste del centrodestra con Forza Italia in primis che chiedevano la presidenza, mentre la vicepresidenza era già assicurata ad Helmuth Mayr (SVP) in quanto unico rappresentante del gruppo tedesco. La crisi si è risolta con una presidenza "a staffetta" fra Forza Italia ed Alleanza Nazionale eleggendo Enrico Lillo (FI) come presidente per la prima parte di legislatura. Di fatto si è costituita, come ad Europa-Novacella, una coalizione di centrodestra-SVP con quest'ultima che ne fa parte solo per garantire la rappresentanza etnica. Dal 2010 il consiglio è guidato dalla coalizione di centro-sinistra PD-SVP-IDV-Verdi più UDC con 6 consiglieri contro 5. Presidente Luigi Baratta PD e vicepresidente Helen Ellecosta SVP. L'opposizione comprende 3 consiglieri del PDL 1 di Unitalia e 1 della Lega Nord.

### I servizi nei quartieri
La qualità di vita e dei servizi nella circoscrizione sono notevolmente migliorati nel corso degli anni. Ora nei vari quartieri si trovano numerosissimi negozi e supermercati, il numero di bar è elevatissimo, vi sono ben quattro farmacie, tre uffici postali, numerose banche, tre biblioteche (di cui due comunali), strutture sportive e ricreative, parchi, associazioni culturali e giovanili, quattro scuole fra elementari e medie (tutte in lingua italiana) un liceo pubblico in lingua italiana, un istituto professionale in lingua tedesca ed un istituto parificato e sette scuole materne, cinque linee di autobus attraversano e raggiungono i vari quartieri.

#### Scuole
Nel quartiere sono presenti 2 istituti comprensivi, ognuno dei quali è costituito da una scuola elementare e da una media inferiore.
- Istituto comprensivo Bolzano - Europa 2 (scuole di via Parma)
  - Scuola elementare "M. L. King"
  - Scuola media inferiore "Vittorio Alfieri"
- Istituto comprensivo Bolzano II - Don Bosco (scuole di Don Bosco e Europa)
  - Scuola elementare "S. G. Bosco"
  - Scuola elementare "Alexander Langer"
  - Scuola media inferiore "Ada Negri"
- Istituto professionale in lingua tedesca (Gewerbeoberschule) "Max Valier"
- Istituto parificato "Walther"

#### Biblioteche
- Biblioteca Comunale "Firmian" (Stadtteilbibliothek Firmian)
- Biblioteca Comunale "Ortles" (Stadtteilbibliothek Ortler)
- Punto di Prestito "Don Bosco" (Biblioteca Comunale)
- Biblioteca "Sandro Amadori" (Circolo Culturale Don Bosco)

#### Trasporti
Le strade principali della viabilità della circoscrizione sono via Resia, via Milano, viale Europa e una parte di viale Druso. La circoscrizione è attraversata e raggiunta da cinque linee di autobus. A Ponte Adige (parte Gries-San Quirino) è presente una stazione ferroviaria sulla linea Bolzano-Merano.

#### Manifestazioni

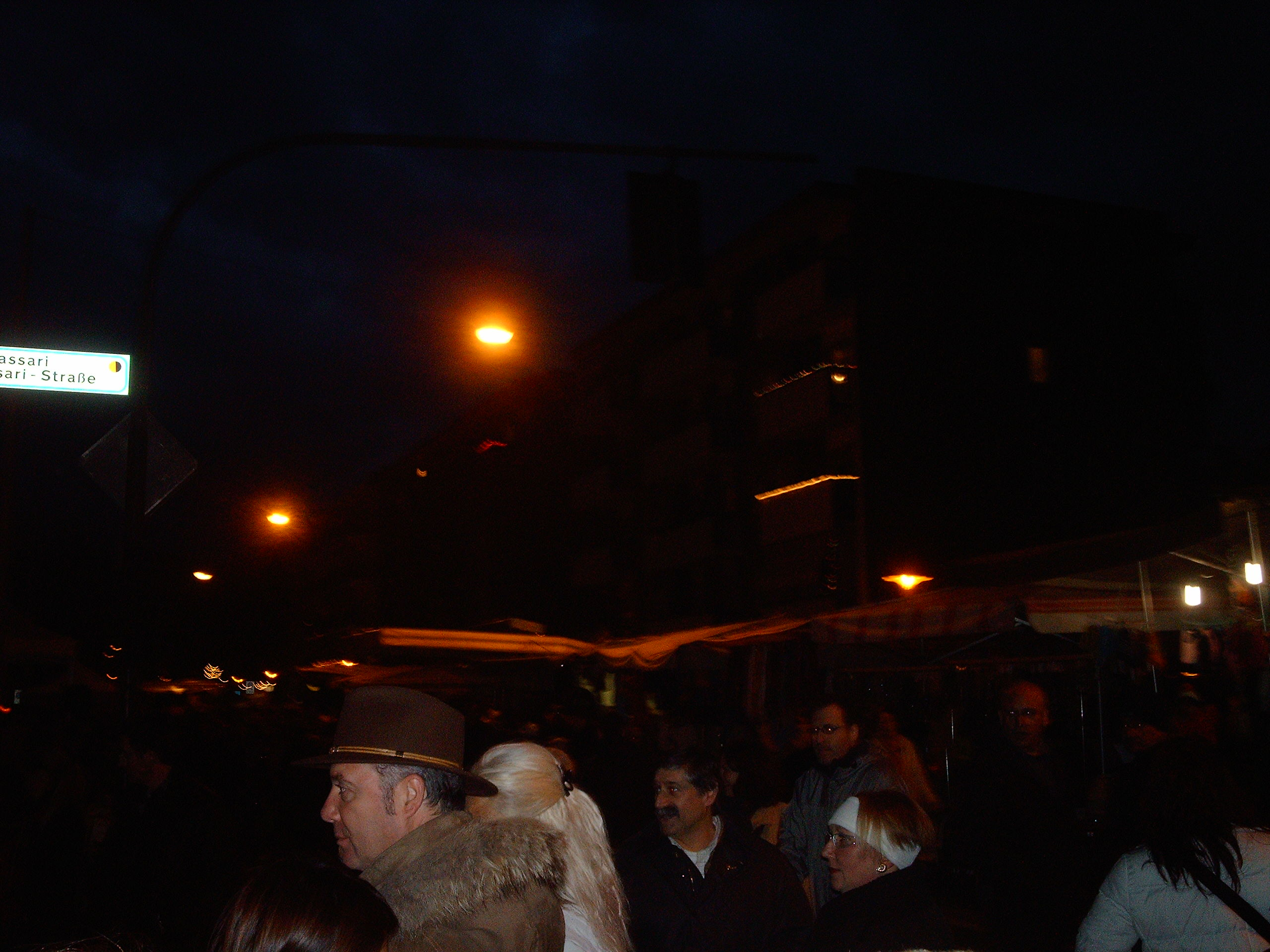
Festa delle Api

Le maggiori manifestazioni nei quartieri sono le diffuse feste campestri estive organizzate dalle parrocchie o i mercati.
- Mercato del lunedì (tutte le settimane in piazza Don Bosco)
- Mercato del martedì (tutte le settimane in via Piacenza)
- Mercato contadino del venerdì (tutte le settimane in piazza Don Bosco)
- Festa delle Api (8 dicembre - via Resia e limitrofe, è la maggiore manifestazione dell'anno)
- Torneo Città di Bolzano (estate, torneo di calcio)
- Sfilata di Carnevale nel quartiere

#### Distretto sociosanitario
La circoscrizione corrisponde anche al distretto socio-sanitario di Don Bosco-Bozner Au, dove vengono svolte le cure sanitarie per la popolazione della circoscrizione. Inoltre eroga numerosi servizi decentrati.

#### Centro Civico
Il centro civico della circoscrizione, il "municipio" di Don Bosco, offre inoltre numerosi servizi comunali. Con la costruzione del museo delle Semirurali e del parco archeologico Santa Maria in Augia verrà realizzata la nuova sede del centro civico della circoscrizione, oramai inadeguato per una popolazione di quasi 25.000 abitanti e prevista in aumento, che seguirebbe le nuove sedi delle circoscrizioni realizzate già ad Europa-Novacella (con annesso il nuovo Teatro Cristallo ed alcune associazioni) e a Gries-San Quirino (con le maggiori associazioni operanti nella circoscrizione).

#### Istituzioni, enti e associazioni
Nella circoscrizione hanno sede anche istituzioni di interesse provinciale, elencate di seguito:
- Assessorato Provinciale alla Cultura Italiana (occupa l'edificio più alto del complesso "Plaza")
- INAIL di Bolzano (occupa l'edificio minore del complesso "Plaza")
- RAS (Radiotelevisione Azienda Speciale, in viale Europa)
- ORF Studio di Bolzano (sede di Bolzano della Radiotelevisione Austriaca, in viale Europa)
- Istituto Zooprofilattico delle Venezie-Sezione di Bolzano (nella zona Bivio/Kaiserau)

## Economia
Nella circoscrizione, tra viale Europa e viale Druso, è presente una piccola zona artigianale con piccole aziende. Nella campagna sono presenti masi che costituiscono di fatto un'azienda agricola di tipo familiare ai quali si affianca l'attività alberghiera con un agriturismo e un hotel a quattro stelle. Un'altra importante attività nei quartieri è il commercio.

## Sport

### Impianti
In via Resia si trovano due importanti impianti sportivi bolzanini elencati di seguito:
- Palasport / Stadthalle (Palazzo dello Sport noto anche come "PalaResia")
- Stadio Europa (stadio di football americano; capienza di 3.000 posti)

### Calcio
A Don Bosco ha avuto sede dal 1945 il club calcistico AC Virtus Don Bosco, fondato come Alba Don Bosco e fusosi nel 1955 con l'AC Virtus, che ha militato per tutta la sua storia nei campionati regionali e provinciali trentino-altoatesini, riuscendo a lanciare vari giocatori dal proprio vivaio nei campionati professionistici italiani. Nell'estate 2015 il club (che adottava i colori bianco-verdi) si è sciolto ed unificato con il FC Bolzano (per tradizione sportiva la principale squadra cittadina), andando a costituire la nuova società AC Virtus Bolzano, i cui colori sono il bianco, il rosso e il verde (a significare l'unione tra le due squadre).